# Marek Sadowski (przedsiębiorca)
Marek Sadowski – polski inżynier, przedsiębiorca, menedżer, założyciel, współwłaściciel i CEO Robotics Inventions Sp. z o.o.

## Życiorys
Student Politechniki Gdańskiej na kierunku elektronika i absolwent Franco-Polish School of New Information and Communication na kierunku informatyka, telekomunikacja i zarządzanie. Ukończył również studia podyplomowe typu MBA sprofilowane dla prowadzenia międzynarodowych przedsięwzięć w przemyśle kosmicznym na Międzynarodowym Uniwersytecie Kosmicznym w Strasburgu. Pracował dla takich firm jak: NTT, HP, IBM czy Orange.
W 1999 roku przebywając na wizie badawczej pracował dla NASA w Dolinie Krzemowej, gdzie rozwijał system Fotorealistycznej Rzeczywistości Wirtualnej do Kontroli Robotów w misjach marsjańskich. W maju 2004 otworzył własną firmę, Robotics Inventions, zajmującą się głównie robotami usługowymi. W 2014 przeniósł firmę do Stanów Zjednoczonych.  W 2024 roku został współzałożycielem firmy Optimality, inc. razem ze swoim mentorem z projektu w NASA.
Pierwsze kroki w Dolinie skierował do prof. Piotra Moncarza, który zaprosił go do biura organizacji US-Polish Trade Council (USPTC). Dzięki programowi USPTC US-Poland Innovation HUB oraz Centrum Akceleracji Wydziału Promocji Handlu i Inwestycji przy Ambasadzie RP w Waszyngtonie (WPHI) nawiązał biznesowe kontakty z wieloma inwestorami.

## Nagrody i wyróżnienia
- 2009 – I miejsce dla robota RI A-Bot Standard w jednej z konkurencji patrolowania obozu w cywilnym, paneuropejskim konkursie Civilian Elrob w Finlandii
- 2012 – główna nagroda Best Scientific Solution w wojskowej edycji Military Elrob na poligonie w Szwajcarii za autonomiczny patrol
- 2013 – tytuł Mikroprzedsiębiorcy w klasie Progres
- 2013 – Rynkowy Lider Innowacji 2013 przyznany przez Gazetę Prawną
- 2014 - I miejsce dla robota RI A-Bot w konkurencji "Shuttle between two camps" w wojskowej edycji Military Elrob na poligonie WAT w Warszawie
- 2016 – Wyróżnienie Ministerstwa Obrony Narodowej 2016 "Innowacje dla SZ RP" w kategorii przemysł za "Autonomiczny Rój Robotów Inspekcyjnych"